# Duane Martin
Duane Martin (Brooklyn, 11 agosto 1965) è un attore, sceneggiatore e produttore cinematografico statunitense.

## Filmografia parziale

### Attore
Cinema
- Chi non salta bianco è (White Men Can't Jump), regia di Ron Shelton (1992)
- Above the Rim, regia di Jeff Pollack (1994)
- Giù le mani dal mio periscopio (Down Periscope), regia di David S. Ward (1996)
- Scream 2, regia di Wes Craven (1997)
- Appuntamento a Brooklyn (Woo), regia di Daisy V.S. Mayer (1998)
- The Faculty, regia di Robert Rodriguez (1998)
- Ogni maledetta domenica - Any Given Sunday (Any Given Sunday), regia di Oliver Stone (1999)
- Deliver Us from Eva, regia di Gary Hardwick (2003)
- Corri o muori (Ride or Die), regia di Craig Ross Jr. (2003)
- The Seat Filler, regia di Nick Castle (2004)

Televisione
- Out All Night - 19 episodi (1992-1993)
- Getting Personal - 17 episodi (1998)
- All of Us - 88 episodi (2003-2007)
- Rita Rocks - 8 episodi (2009)
- The Paul Reiser Show - 7 episodi (2011)
- L.A.'s Finest - 26 episodi (2019-2020)

### Sceneggiatore e produttore
- Corri o muori (Ride or Die) (2003)
- The Seat Filler (2004)

## Vita privata
Nell'agosto 1996 si è sposato con l'attrice e cantante Tisha Campbell. La coppia ha avuto due figli. Nel febbraio 2018 la donna ha chiesto il divorzio, finalizzato nel dicembre 2020.